# Bullet (software)
Bullet es un motor de físicas que simula la detección de colisiones y la dinámica de cuerpos blandos y rígidos. Se ha utilizado tanto en videojuegos como en efectos visuales en películas. Erwin Coumans, su autor principal, ganó un premio de la Academia Científica y Técnica por su trabajo sobre Bullet. Trabajó para Sony Computer Entertainment US R&D desde 2003 hasta 2010, para AMD hasta 2014, y ahora trabaja para Google.
La biblioteca de física Bullet es software libre y de código abierto sujeto a los términos de la  licencia zlib. El código fuente está alojado en GitHub, antes de 2014 estaba alojado en Google Code.

## Características
- Cuerpo rígido y simulación de cuerpo blando con detección de colisiones discreta y continua.
- Las formas de colisión incluyen: esfera, caja, cilindro, cono, casco convexo con malla GJK, no convexa y triangular.
- Soporte corporal blando: tela, cuerda y objetos deformables.
- Un rico conjunto de restricciones de cuerpo rígido y cuerpo blando con límites de restricciones y motores.
- Complementos para Maya, Softimage, integrados en Houdini, Cinema 4d, LightWave 3D, Blender, Godot y Poster.
- Importación de contenido de física COLLADA 1.4.
- Optimizaciones opcionales para PlayStation 3 Cell SPU, CUDA y OpenCL.

## Uso
La biblioteca ha sido usada en multitud de producciones cinematográficas así como videojuegos.[cita requerida]
Entre otros ejemplos de usos están:

### Películas
- Cómo entrenar a tu dragón[2]
- The A-Team[3]
- Megamind[2]
- Sherlock Holmes[3]
- Shrek Forever After[2]

### Videojuegos
- Blender, usado en su motor de juegos para simular la física.[4]
- Cars 2[5]
- Hydro Thunder Hurricane[6]
- Riptide GT[5]
- Grand Theft Auto IV
- Grand Theft Auto V
- Stacking[7]
- Toy Story 3: The Video Game[3]